# Dol pri Ljubljani
Dol pri Ljubljani (em alemão:  Lusttal) é um município da Eslovênia. A sede do município fica na localidade de mesmo nome.